# Mehmet Kara
Mehmet Kara (* 21. November 1983 in Werne) ist ein türkischer Fußballspieler.

## Karriere
Von seinem Jugendverein SuS Oberaden wechselte Mehmet Kara zum SV Holzwickede und nach einer Saison in der westfälischen Landesliga nach Gaziantep, wo er zunächst für den Büyükşehir Belediyespor in der TFF 2. Lig spielte. Nach einem halben Jahr kam er zum Gaziantepspor, für den er in der Saison 2003/04 dreimal in der Süper Lig auflief. Infolge eines Kreuzbandrisses musste er über ein Jahr pausieren. Da seine Bezahlung trotz laufenden Vertrags ausblieb, kehrte er nach Deutschland zurück und verbrachte 2006 einige Monate im Trainingscamp der Vereinigung der Vertragsfußballspieler. Anfang 2007 schloss sich der Mittelfeld-Allrounder mit einer Gastspieler-Genehmigung der Hammer SpVg an. Dort debütierte Kara zum Beginn der Rückrunde in der damaligen vierthöchsten Spielklasse Oberliga Westfalen am 18. Spieltag gegen seinen späteren Verein Preußen Münster. Nach nur einem halben Jahr wechselte Kara zur Saison 2007/08 in die Domstadt Münster. Aufgrund der neuen 3. Liga, die zu Beginn der Spielzeit eingeführt worden war, blieb Preußen Münster trotz des Gewinns der Oberliga Westfalen 2008 in der vierten Liga, die nun durch die drei Regionalligen Nord, West und Süd gebildet wurde. Kara spielte beim frischgebackenen Regionalligisten aus Münster bei dem im Team favorisierten 4-2-3-1 System meist in der Dreierkette auf den Außenpositionen oder wurde in der Mitte als Spielmacher eingesetzt. 
Neben Einsätzen in der Oberliga Westfalen und der Regionalliga West stand Kara auch bereits im DFB-Pokal auf dem Platz. Dort qualifizierte er sich mit dem SC Preußen Münster in den Jahren 2008, 2009 und 2010 und traf in der ersten Hauptrunde auf den VfL Bochum, Hertha BSC und zuletzt auf den VfL Wolfsburg. 
In der Saison 2010/11 gelang Preußen Münster der lang ersehnte Aufstieg in die 3. Liga. Am Ende der Saison gab Mehmet Kara seinen Abschied aus der Domstadt bekannt. Schweren Herzens entschied sich der Publikumsliebling zur Saison 2011/12 zu einem Wechsel in die 2. Bundesliga zum ostwestfälischen SC Paderborn 07, um dort doch noch einmal die Herausforderung im höherklassigen Fußball zu suchen. Am 17. Juli 2011 gab Kara sein Debüt in der 2. Bundesliga beim 2:1-Auswärtserfolg seiner Mannschaft gegen Hansa Rostock.
Im Sommer 2012 wechselte er zum türkischen Erstligisten Gençlerbirliği Ankara. Dort kam er jedoch nur in sieben Partien zum Einsatz und wechselte nach seiner selbst gewünschten Vertragsauflösung im Januar 2013 wieder zu seinem alten Verein Preußen Münster. Hier wurde er zunächst bis 2015 verpflichtet. Doch Kara verlängerte vorzeitig bis 2018.
Nach Beendigung seines Vertrages schloss er sich im Juli 2018 dem Oberligisten Rot Weiß Ahlen an. In der Saison 2019/2020 gehörte er zum Kader des Lüner SV. In der Saison 2020/2021 spielte er für den VfL Kamen.